# Edgar Ray Killen
Pour les articles homonymes, voir Killen.
Edgar Ray Killen, dit Preacher (17 janvier 1925, Philadelphia (Mississippi) – 11 janvier 2018, Parchman (Mississippi)), est un criminel américain.
Il a participé au meurtre dans le Mississippi en juin 1964, de trois jeunes militants pour les droits civiques, Michael Schwerner, Andrew Goodman et James Chaney. Son procès, clos en 2005, a fait la manchette de journaux aux États-Unis, car Edgar Killen, âgé de 80 ans et ancien responsable du Ku Klux Klan, est reconnu coupable de meurtres, 41 ans après les faits.
Il a été condamné à 3 fois 20 ans de prison.
Edgar Ray Killen meurt en prison. Il est déclaré mort à l'hôpital du Mississippi State Penitentiary le 11 janvier 2018 à 21 heures. Il avait 92 ans.
Ce triple meurtre a inspiré le film Mississippi Burning réalisé par Alan Parker en 1988.